# 阿羅貝爾湖 (加利福尼亞州)
阿羅貝爾湖（英語：Arrowbear Lake）是位於美國加利福尼亞州聖貝納迪諾縣的一個非建制地區。該地的面積和人口皆未知。

## 地理
阿羅貝爾湖的座標為34°12′39″N 117°05′00″W / 34.21083°N 117.08333°W，而該地的平均海拔高度為1885米（即6086英尺）。